# Село Средња Добриња, борци пали у ратовима од 1912. до 1918. године
Списак бораца из села Средња Добриња, Општина Пожега, погинулих и умрлих у Балканским и Првом светском рату преузет је из књиге „Пожега и околина”, објављене 1978. године.
Подаци за подручје Пожеге прикупљани су у периоду 1976–1977. године преко матичних књига умрлих, спомен-плоча, крајпуташа, као и разговора са преживелим борцима и појединим грађанима који су по сећању могли да дају податке, уз напомену да спискови могуће да нису потпуни, због временске дистанце и недостатка поузданих извора.

## Списак
1. Бећић Љубомир
2. Бећић Милорад
3. Бећић Чедомир
4. Бећић Сава
5. Ђоковић Тихомир
6. Ђоновић Видоје
7. Ђоновић Рајко
8. Игњевић Милета
9. Игњевић Василије
10. Јањић Јован
11. Јелесијевић Властимир
12. Јеличић Видосав
13. Јеличић Владан
14. Јеличић Драгољуб
15. Ковачевић Војимир
16. Ковачевић Драгомир
17. Ковачевић Сава
18. Ковачевић Владислав
19. Крсмановић И. Милија
20. Крсмановић Милутин
21. Крсмановић Радосав
22. Крсмановић Милорад
23. Крсмановић Живко
24. Крсмановић Средоје
25. Крсмановић Сретен
26. Крсмановић Рајко
27. Крсмановић Милета
28. Крсмановић Милија
29. Крсмановић Радојле
30. Крсмановић Љубомир
31. Крсмановић Милован
32. Мајсторовић Добросав
33. Марић Радомир
34. Марић Рајко
35. Милошевић Чедомир
36. Милошевић Теован
37. Милошевић Миљко
38. Радисављевић Грозден
39. Ристовић Милорад
40. Савић Иван
41. Симовић Вучко
42. Симовић Јовиша
43. Симовић Пантелија
44. Симовић Миленко
45. Симовић Велимир
46. Станисављевић Антоније
47. Станисављевић Божидар
48. Станисављевић Александар
49. Станисављевић Живко
50. Стевановић Гвозден
51. Стевановић Ђорђе
52. Стевановић Максим[1]